# Marijuana (film)
Marijuana (Big Jim McLain) è un film statunitense del 1952 diretto da Edward Ludwig.
È un film d'azione e di propaganda a sfondo drammatico basato su un romanzo di Richard English con protagonisti John Wayne, Nancy Olson e James Arness incentrato sulle vicende di due agenti governativi sulle tracce di alcuni comunisti alle Hawaii. Nelle versioni localizzate in Europa, e in quella in italiano, i due agenti danno la caccia a trafficanti di marijuana (da cui il cambiamento del titolo rispetto a quello della versione originale) accorgimento realizzato grazie a parti di sceneggiatura interamente riscritte e modificate con il doppiaggio.

## Produzione
Il film, diretto da Edward Ludwig su una sceneggiatura di James Edward Grant, Richard English e Eric Taylor con il soggetto dello stesso Richard English (autore della storia) e William Wheeler, fu prodotto da Robert Fellows e John Wayne (quest'ultimo non accreditato come produttore) per la Warner Bros. Pictures e la Wayne-Fellows Productions e girato a Honolulu alle Hawaii da maggio a luglio del 1952 con un budget stimato in 826.000 dollari.

## Distribuzione
Il film fu distribuito negli Stati Uniti dal 30 agosto 1952 al cinema dalla Warner Bros. Pictures. È stato poi pubblicato in DVD negli Stati Uniti dalla Warner Home Video nel 2007.
Alcune delle uscite internazionali sono state:
- in Filippine il 4 novembre 1952
- nel Regno Unito il 15 dicembre 1952
- in Svezia il 18 maggio 1953 (Spioncentral Hawaii)
- in Germania Ovest il 21 agosto 1953 (Marihuana)
- in Austria il dicembre 1953 (Marihuana)
- in Portogallo il 22 giugno 1954 (O Fio da Meada)
- in Danimarca il 12 marzo 1956
- in Finlandia il 4 dicembre 1959 (Salahanke Havaijilla)
- in Danimarca il 30 novembre 1964 (riedizione)
- in Brasile (Aventura Perigosa)
- in Spagna (El gran Jim McLain)
- in Cile (Intriga en Honolulu)
- in Grecia (Keravnos sti Havai)
- in Italia (Marijuana o Marijuana - La droga infernale)

## Promozione
La tagline è: "He's a Go-Get-'Em Guy for the U.S.A. on a Treason Trail that leads Half-a-World Away!".

## Critica
Secondo il Morandini il film è "forse, il peggiore dei film che J. Wayne interpretò (e produsse) negli anni '50. Qui la propaganda anticomunista assume toni forsennati e isterici".